# Henna
Henna er en plante, som indeholder farvestof lawsonia er kendt som et naturligt farvestof. Hennabusken (Lawsonia inermis) er af Kattehale-familien.
Henna pulver bruges hovedsageligt til farvning af hår, samt til rituelle kropsudsmykninger.
Naturligt henna indeholder lawsone, som har været undersøgt, fordi det blev påstået, at det var kræftfremkaldende. Tidligere tilsatte man ofte farvestoffet paraphenylenediamine (p-Phenylenediamine, PPD) for at få henna tatoveringen til at tørre og blive færdig hurtigere; men da PPD er stærkt allergifremkaldende, er det blevet forbudt af EU i produkter til hennatatovering. PPD findes dog i de fleste hårfarver, som der kan købes i daglighandlen.
Man bør være forsigtig med hennatatoveringer ved besøg i Mellemøsten. Ligeledes ved festivaler og lignende, hvor sort og blå henna ofte anvendes, hvori PPD er at finde.
Henna bruges også til at farve hår, negle eller for at give lidt ekstra farven til huden. Dette har mennesket gjort længe før de oldtidens Egypten, dog er de første beviser på henna brug til hårfarve fra mumier fra denne tid.
Henna har en orange farve med et rødligt skær i, som kan nuanceres ved at tilsætte andre naturlige ingredienser.